# Sinimun állomás
Sinimun állomás föld feletti metróállomás a szöuli metró 1-es vonalán. Egyúttal a hagyományos Kjongvon (Gyeongwon) vasútvonal állomása is.

## Viszonylatok
| 1-es vonal                                                              | 1-es vonal                                             | 1-es vonal                                                                                             |
| ----------------------------------------------------------------------- | ------------------------------------------------------ | --- |
| Szokkje (Seokgye) Szojoszan (Soyosan) és Kvangun (Gwangun) Egyetem felé | Kjongvon (Gyeongwon) szakasz személy- és expresszvonat | Hanguk Idegennyelvi Egyetem Incshon (Incheon), Szodongthan (Seodongtan) vagy Sincshang (Sinchang) felé |
| Korail                                                                  |                                                        | |
| Hanguk Idegennyelvi Egyetem Jongszan (Yongsan) felé                     | Kjongvon (Gyeongwon) vonal                             | Szokkje (Seokgye) Pengmagodzsi (Baengmagoji) felé                                                      |